# 2-氨基联苯
2-氨基联苯是一种有机化合物，分子式为C6H5C6H4NH2。它是联苯的胺衍生物。它是一种无色固体，但久置的样品可能看起来有颜色甚至显黑色。从2-氨基联苯获得的钯环（Palladacycle）是常用的交叉偶联催化剂。
该物质可由2-硝基联苯加氢制得。